# Petru Groza
Petru Groza (Băcia, 7 de dezembro de 1884 — Bucareste, 7 de janeiro de 1958) foi um político romeno, mais conhecido como primeiro-ministro dos primeiros governos dominados do Partido Comunista sob ocupação da União Soviética, durante os estágios iniciais do regime comunista na Romênia.
Groza emergiu como uma figura pública ao final da Primeira Guerra Mundial como um membro notável do Partido Nacional da Romênia (PNR).
Tornou-se premier em 1945, quando Nicolae Rădescu, um general líder do Exército Romeno, que assumiu brevemente o poder depois do término da Segunda Guerra Mundial, foi forçado a renunciar por Andrei Y. Vishinsky, comissário de Relações Exteriores da União Soviética.
No mandato de Groza como premier, que durou até 1952, Michael I, rei da Romênia, foi obrigado a abdicar, ocasião em que a nação tornou-se oficialmente uma República Popular.
Embora seu poder e autoridade como premier fosse comprometida pela dependência do apoio da União Soviética, Groza teve grande importância na consolidação do regime comunista, até ser sucedido por Gheorghe Gheorghiu-Dej in 1952.